# Volker Wachter
Volker Wachter (* 1. Juni 1960 in Vacha) ist ein deutscher Archivar und Publizist im Filmbereich.
Wachter studierte von 1984 bis 1987 an der Potsdamer Fachschule für Archivwesen. Anschließend arbeitete er im Thüringischen Staatsarchiv in Meiningen. Seit langem führt er ein Privatarchiv über Nebendarsteller im Film und ist damit Quelle für diverse Publikationen und Publikationsformen. Seit 1998 schreibt er zudem für die Presse Artikel über Schauspieler.

## Werke
- mit Frank-Burkhard Habel: Lexikon der DDR-Stars: Schauspieler aus Film und Fernsehen. Schwarzkopf & Schwarzkopf, Berlin 1999, ISBN 3-89602-304-7.
- mit Frank-Burkhard Habel: Das große Lexikon der DDR-Stars. Die Schauspieler aus Film und Fernsehen. Erweiterte Neuausgabe. Schwarzkopf & Schwarzkopf, Berlin 2002, ISBN 3-89602-391-8.

### Mitarbeit
- Frank-Burkhard Habel unter freundlicher Mitarbeit von Volker Wachter: Lexikon Schauspieler in der DDR. Neues Leben, Berlin 2009, ISBN 978-3-355-01760-2.